# هربتشنیکی
هربتشنیکی (به چکی: Hřebečníky) یک منطقهٔ مسکونی در جمهوری چک است که در ناحیه راکوونیک واقع شده‌است.